# تانوجا
تانوجا سامارث (ولدت في 23 سبتمبر 1943) المعروفة شعبياً باسم تانوجا ممثلة سينمائية هندية تعمل في الغالب في صناعة الأفلام الهندية. هي جزء من عائلة موكرجي-سامارث ، وهي ابنة الممثلة شوبانا سامارث والمنتج كومارسين سامارث ، وكانت متزوجة من المخرجة شومو موكرجي ، ولديها ابنتان ممثلتان، تعتبر من أحدهما أبرز الممثلات في بوليوود وهي كاجول و الممثل تانيشا موكرجي. حازت على جائزتي فيلم فير ، وتشتهر بأدوارها في الأفلام الهندية مثل ميمديدي (1961) و تشاند اور سوراج (1965) و فيلم باهارين فير بهي آينجي (1966) وفيلم لص الجوهرة (1967) و ناي روشني (1967) ، جين كي راه (1969) ، هاثي مير ساثي (1971) ، أنوبهاف (1971) ، مير جيفان ساثي (1972) و Do Chor (1972). اعتاد زوجها مع الممثلين سانجيف كومار وراجيش خانا ودارميندرا أن يكونا شائعين في أواخر الستينيات وأوائل السبعينيات.

## روابط خارجية
- تانوجا على موقع IMDb (الإنجليزية)
- تانوجا على موقع ألو سيني (الفرنسية)
- تانوجا على موقع أول موفي (الإنجليزية)
- تانوجا على موقع قاعدة بيانات الفيلم (الإنجليزية)
- تانوجا على موقع كينوبويسك (الروسية)